# Ratpenat llengut veneçolà
El ratpenat llengut de veneçolà (Anoura latidens) és una espècie de ratpenat. Viu de forma discontínua a Veneçuela, Guyana, Colòmbia i el Perú, en elevacions entre el 50 i els 2.100 metres per sobre del nivell del mar.